# Aetholopus halmaheirae
Aetholopus halmaheirae är en skalbaggsart som beskrevs av Stefan von Breuning 1982. Aetholopus halmaheirae ingår i släktet Aetholopus och familjen långhorningar. Inga underarter finns listade i Catalogue of Life.